# Manuel Hirner
Manuel Hirner (* 7. Februar 1985 in Zell am See) ist ein ehemaliger österreichischer Skilangläufer.

## Werdegang
Hirner, der für den SK Saalfelden startete, lief im Dezember 2002 in Linz sein erstes Weltcuprennen und belegte dabei den 61. Platz im Sprint. Bei den Juniorenweltmeisterschaften 2003 in Sollefteå errang er den 55. Platz im Sprint und bei den Juniorenweltmeisterschaften 2004 in Stryn den 32. Platz im 30-km-Massenstartrennen und den 20. Platz über 10 km Freistil. Im folgenden Jahr kam er bei den Juniorenweltmeisterschaften in Rovaniemi auf den 45. Platz über 10 km Freistil und jeweils auf den 30. Rang im Sprint und im Skiathlon. Seine besten Platzierungen bei U23-Weltmeisterschaften erreichte er im Februar 2008 in Mals mit dem 15. Platz über 15 km klassisch und mit dem 14. Rang im 30-km-Massenstartrennen. Im Januar 2009 holte er in Rybinsk mit dem 19. Platz im Sprint seine ersten Weltcuppunkte. Dies war ebenfalls sein bestes Einzelergebnis im Weltcup. Bei den Nordischen Weltmeisterschaften 2009 in Liberec gelang ihn der 47. Platz im Sprint und der 46. Rang über 15 km klassisch. Beim Weltcup-Finale 2009 in Falun belegte er den 64. Platz. Sein letztes Weltcuprennen lief er im Dezember 2011 bei der Tour de Ski 2012/13 in Oberhof, welches er auf dem 92. Platz im Prologrennen über 3,75 km Freistil beendete.
Hirner siegte bei österreichischen Meisterschaften im Jahr 2006 über 15 km und im Jahr 2010 über 30 km.